# Giáo dục giới tính (phim truyền hình)
Giáo dục giới tính (tên gốc tiếng Anh: Sex Education) là một bộ phim truyền hình phát hành trên mạng thể loại hài-drama, sáng tạo bởi Laurie Nunn, được phát sóng lần đầu tiên vào ngày 11 tháng 1 năm 2019, trên Netflix. Bộ phim có sự góp mặt của Gillian Anderson, Asa Butterfield, Emma Mackey, Ncuti Gatwa, Connor Swindells, và Kedar Williams-Stirling.

## Phát sóng lần đầu
Sex Education theo chân "một cậu trai còn trinh sợ xã hội đang học cấp III, sống cùng người mẹ làm nghề trị liệu tình dục. Cậu cùng với cô bạn 'gái hư thông minh' Maeve mở một phòng khám để giải quyết các vấn kỳ lạ và kỳ diệu của những người bạn học của mình."

## Diễn viên và nhân vật

### Chính
- Asa Butterfield vai Otis Milburn, một cậu thanh niên ngại ngùng phải vật lộn với nghề nghiệp của mẹ cậu và sự can thiệp của bà vào đời sống riêng tư và tình dục của cậu.
- Gillian Anderson vai Bác sĩ Jean F. Milburn, một nhà trị liệu tình dục nổi tiếng và là mẹ của Otis. Cô đã ly dị và thường có những cuộc tình một đêm không ràng buộc.
- Ncuti Gatwa vai Eric Effiong, bạn thân của Otis. Cậu là người đồng tính và xuất thân từ một gia đình châu Phi theo đạo.
- Emma Mackey vai Maeve Wiley, một cô gái hư bị xã hội tẩy chay, cuối cùng kết bạn với Otis và cùng nhau mở phòng khám trị liệu.
- Connor Swindells vai Adam Groff, con trai của hiệu trưởng và chuyên bắt nạt Eric. Cậu có một mối quan hệ căng thẳng với bố mình.
- Kedar Williams-Stirling vai Jackson Marchetti, kẻ cầm đầu của trường cấp II Moordale và một kiện tướng bơi lội. Cậu tìm đến sự giúp đỡ của Otis với mong muốn biến Maeve thành bạn gái của mình.
- Alistair Petrie vai Ngài Groff, hiệu trưởng của trường cấp II Moordale và là người bố nghiêm khắc của Adam.
- Mimi Keene vai Ruby, một trong những cô nàng nổi tiếng nhưng xấu tính của trường cấp II Moordale. Ruby gặp rắc rối khi tấm hình cô không mặc gì bị rò rỉ ra ngoài.
- Aimee Lou Wood vai Aimee Gibbs, một cô nàng nổi tiếng khác của trường cấp II Moordale và có một mối quan hệ không rõ ràng với Maeve. Cô luôn trong trạng thái có người yêu và tốt tính hơn những thành viên còn lại của hội "The Untouchables"
- Chaneil Kular vai Anwar, thủ lĩnh của hội nổi tiếng của trường cấp II Moordale mang tên "The Untouchables" và là sinh viên duy nhất đồng tính công khai của trường, cùng với Eric.
- Simone Ashley vai Olivia, một thành viên khác của "The Untouchables"
- Tanya Reynolds vai Lily Iglehart, một cô gái hay viết truyện khiêu dâm ngoài hành tinh, và quyết tâm mất trinh sớm nhất có thể.
- Mikael Persbrandt vai Jakob Nyman, một người đàn ông Thụy Điển góa vợ và là cha của Ola, bắt đầu nảy sinh tình cảm với Jean sau khi làm việc cho cô.
- Patricia Allison vai Ola Nyman, con gái của Jakob, trở thành bạn của Otis và dần dần nảy sinh tình cảm.
- James Purefoy vai Remi Milburn, bố của Otis và chồng cũ của Jean, sống ở Mỹ.

## Tập phim
| Mùa | Mùa | Số tập | Số tập | Phát hành gốc       | Phát hành gốc       |
| --- | --- | ------ | ------ | ------------------- | ------------------- |
|     | 1   | 8      | 8      | 11 tháng 1 năm 2019 | 11 tháng 1 năm 2019 |
|     | 2   | 8      | 8      | 17 tháng 1 năm 2020 | 17 tháng 1 năm 2020 |
|     | 3   | 8      | 8      | 17 tháng 9 năm 2021 | 17 tháng 9 năm 2021 |

### Mùa 1 (2019)
| TT. tổng thể | Tập   | Đạo diễn    | Biên kịch                       | Ngày phát sóng gốc  |
| --- | ----- | ----------- | ------------------------------- | ------------------- |
| 1 | Tập 1 | Ben Taylor  | Laurie Nunn                     | 11 tháng 1 năm 2019 |
| Dù được Jean, người mẹ cũng là nhà tư vấn tình dục giúp đỡ, cùng cậu bạn Eric động viên, Otis Milburn vẫn lo không làm được "chuyện ấy". Và không chỉ riêng anh lo nghĩ vậy. |       |             |                                 |                     |
| 2 | Tập 2 | Ben Taylor  | Laurie Nunn                     | 11 tháng 1 năm 2019 |
| Được Maeve ra sức khuyến khích, và tự thấy rằng hiện giờ tư vấn về "chuyện ấy" thật lắm gian nan, Otis thử tư vấn miễn phí ở bữa tiệc tại nhà của bạn cùng lớp. |       |             |                                 |                     |
| 3 | Tập 3 | Ben Taylor  | Sophie Goodhart                 | 11 tháng 1 năm 2019 |
| Phòng khám của Otis bắt đầu khởi sắc cũng là lúc cậu nảy sinh tình cảm với Maeve, người mà bất ngờ nhờ cậu giúp đỡ. Eric thì luôn tự tách mình. |       |             |                                 |                     |
| 4 | Tập 4 | Ben Taylor  | Laura Neal và Laurie Nunn       | 11 tháng 1 năm 2019 |
| Eric biết Otis phải lòng Maeve. Tuy nhiên cậu chàng Otis tư vấn tình dục trẻ tuổi đã tan nát con tim khi phải giúp chàng trai nóng bỏng Jackson chinh phục người mình thầm thương. |       |             |                                 |                     |
| 5 | Tập 5 | Kate Herron | Sophie Goodhart và Laura Hunter | 11 tháng 1 năm 2019 |
| Một bức ảnh âm hộ gây khó xử cho cô nàng xấu tính. Việc Maeve muốn tìm tên thủ phạm đáng xấu hổ đó đã buộc Otis phải đưa ra lựa chọn khó khăn vào một ngày quan trọng. |       |             |                                 |                     |
| 6 | Tập 6 | Kate Herron | Laurie Nunn và Freddy Syborn    | 11 tháng 1 năm 2019 |
| Tổn thương của Eric đã khiến anh bị tách biệt, anh cố ăn mặc "giản dị" và bắt đầu có những hành động kì lạ tại trường. Eric đã bị cấm túc sau khi đấm vào mặt Anwar. Bài luận văn của Maeve giành giải thưởng nhưng Adam là người nhận thay cô. Otis cố hẹn hò với Lily, nhưng nỗi lòng sâu kín của anh khiến vụ việc rắc rối. |       |             |                                 |                     |
| 7 | Tập 7 | Kate Herron | Sophie Goodhart                 | 11 tháng 1 năm 2019 |
| Vũ hội lớn là thời điểm đắt giá và kịch tính nhất với các học trò của trường Moordale. Otis tìm được người hẹn hò, Maeve diện váy điệu đà và Eric sống đúng với mình. |       |             |                                 |                     |
| 8 | Tập 8 | Kate Herron | Laurie Nunn                     | 11 tháng 1 năm 2019 |
| Otis cảm thấy bị xúc phạm bởi cuốn sách mới của mẹ, Maeve nhận lỗi thay anh trai. Eric chịu phạt cùng cậu bạn cũ, còn Lily thì không sao kiểm soát được cơ thể mình. |       |             |                                 |                     |

### Mùa 2 (2020)
| TT. tổng thể | Tập   | Đạo diễn        | Biên kịch                    | Ngày phát sóng gốc  |
| --- | ----- | --------------- | ---------------------------- | ------------------- |
| 9 | Tập 1 | Ben Taylor      | Laurie Nunn                  | 17 tháng 1 năm 2020 |
| Thủ dâm hóa ra lại là tài năng bí mật của Otis nhưng cậu lo rằng cậu sẽ không thể kiểm soát chuyện này trước mặt Ola. Dịch chlamydia bùng phát khiến cả trường lo ngại. |       |                 |                              |                     |
| 10 | Tập 2 | Sophie Goodhart | Laurie Nunn và Mawaan Rizwan | 17 tháng 1 năm 2020 |
| Sau khi Jean có màn xuất hiện "khó đỡ" tại trường, Otis cố gắng dùng tay để thỏa mãn Ola và tư vấn cho một giáo viên phiền muộn. Maeve không biết sợ giờ lại chùn bước. |       |                 |                              |                     |
| 11 | Tập 3 | Sophie Goodhart | Sophie Goodhart              | 17 tháng 1 năm 2020 |
| Aimee gặp cú sốc kinh tởm trên xe buýt khi đang trên đường đến để tạo bất ngờ cho Maeve. Một anh chàng tự "thủ dâm" ngay giữa xe buýt và khiến cho Aimee vô cùng hoảng, dù vậy Aimee vẫn bị ông anh kia "bắn tinh" lên quần. Rahim kết thân với Eric trong khi bữa tối của nhà Milburn trở nên hết sức khó xử. |       |                 |                              |                     |
| 12 | Tập 4 | Alice Seabright | Laurie Nunn và Rosie Jones   | 17 tháng 1 năm 2020 |
| Ola muốn làm tình đến cùng nhưng Otis thấy lo lắng. Jean và Maeve cần không gian riêng. Jackson lo ngại về khả năng diễn xuất của cậu. Các mối tình bị ngăn trở được hàn gắn. |       |                 |                              |                     |
| 13 | Tập 5 | Alice Seabright | Laurie Nunn và Richard Gadd  | 17 tháng 1 năm 2020 |
| Otis và Eric trốn khỏi rắc rối tình cảm và vào rừng cùng Remi. Maeve hiểu rằng không cha mẹ nào là hoàn hảo sau khi biết mẹ cô lại tái nghiện ma tuý và bị sa thải. Còn Ola nghe theo trái tim mình. |       |                 |                              |                     |
| 14 | Tập 6 | Ben Taylor      | Sophie Goodhart              | 17 tháng 1 năm 2020 |
| Chỉ còn cách mạnh mẽ vượt qua tất cả, Otis tổ chức cuộc tụ tập nhỏ nhưng sau đó trở thành cuộc vui lớn. Khi đó cũng là lúc Otis buông lời lăng mạ trước Ola và Maeve, vì lúc đó Otis chẳng còn ý thức đâu nữa. Jackson tự làm đau mình và gặp khó khăn khi hồi phục. |       |                 |                              |                     |
| 15 | Tập 7 | Ben Taylor      | Laurie Nunn                  | 17 tháng 1 năm 2020 |
| Sáng hôm sau, Otis nhận ra mình đã gây nên mớ hỗn độn khổng lồ và vẫn đang không ngừng nôn mửa. Thầy hiệu trưởng Groff bắt được cuốn sổ của Jean và sốc khi thấy cách mà Jean nói về mình. Ông đã copy từng trang cuốn sổ trên máy in và dán khắp trường học. Hỗn loạn sau đó xảy ra. |       |                 |                              |                     |
| 16 | Tâp 8 | Ben Taylor      | Laurie Nunn                  | 17 tháng 1 năm 2020 |
| Cuộc trò chuyện trị liệu giữa Otis và Jean không hiệu quả khi cả hai phải xử lý những vấn đề riêng. Maeve thận trọng lọt vào chung kết. Hiệu trưởng Groff cố gắng ngăn cản vở kịch "Romeo và Juliet" với dàn nhân vật được biển thể là người ngoài hành tinh. Ông nói rằng chính cách "giáo dục giới tính" của Jean đã khiến cho vở kịch không ra gì, nhưng Otis đã ứng phó kịp thời. Hiệu trưởng Groff bị cách chức sau đó. Otis gửi lời xin lỗi đến Maeve cho mọi chuyện nhưng đã bị anh chàng hàng xóm kế bên Maeve - Isaac xoá đi. |       |                 |                              |                     |

### Mùa 3 (2021)
| TT. tổng thể | Tập   | Đạo diễn          | Biên kịch                      | Ngày phát sóng gốc  |
| --- | ----- | ----------------- | ------------------------------ | ------------------- |
| 17 | Tập 1 | Ben Taylor        | Laurie Nunn                    | 17 tháng 9 năm 2021 |
| Nam thanh nữ tú trường Moordale lại tái hợp nhưng không chỉ trong việc học, mà cả "chuyện ấy". Otis để ria mép và che giấu bí mật bản thân. Nữ hiệu trưởng mới của trường đã lộ diện - Hope Haddon. Thầy Groff vẫn cố tìm công việc giảng dạy sau khi bị cách chức khỏi trường Moordale. Một học sinh trần truồng chạy lông nhông giữa trường khi quần áo của nam sinh này bị hiểu lầm là đồ thất lạc. Nam sinh "truồng cởi" này vô tình đi ngang qua cuộc phỏng vấn của cô Hope. |       |                   |                                |                     |
| 18 | Tập 2 | Ben Taylor        | Sophie Goodhart                | 17 tháng 9 năm 2021 |
| Hành trình lột xác bắt đầu khi Ruby giúp Otis có được vẻ ngoài cuốn hút, cô Hope chỉnh đốn trường Moordale bằng hàng đống luật lệ khác nhau. Trong lúc đó, Eric và Adam mong được lên lớp. |       |                   |                                |                     |
| 19 | Tập 3 | Ben Taylor        | Laurie Nunn và Alice Seabright | 17 tháng 9 năm 2021 |
| Nữ hiệu trưởng ban hành lệnh mặc đồng phục khi đến trường - đánh dấu chấm hết cho cơ hội thể hiện bản thân. Aimee trải lòng về lần bị tấn công, Jackson kết thân với cô nàng học sinh phi nhị giới Cal. |       |                   |                                |                     |
| 20 | Tập 4 | Runyararo Mapfumo | Selina Lim                     | 17 tháng 9 năm 2021 |
| Tỉnh táo mà nói, tình dục có trở thành tình cảm thân mật, và liệu rằng có thể ngược lại cũng là một câu hỏi. Ruby phản ứng lại Otis còn Maeve thân hơn với Isaac. Sự tiết chế khiến Moordale nổi loạn. |       |                   |                                |                     |
| 21 | Tập 5 | Ben Taylor        | Mawaan Rizwan                  | 17 tháng 9 năm 2021 |
| Ở Pháp, ngoài lịch sử sống động còn có những vụ khó xử như cục phân văng vào kính trước xe người ta và bạn bè khiến nhau ngã ngửa. Adam tự nhiên đứng lên nhận lỗi của mình dù người làm là Rahim. Cảm xúc yêu đột nhiên quay về. Jean thì nổi điên. |       |                   |                                |                     |
| 22 | Tập 6 | Runyararo Mapfumo | Temi Wilkey                    | 17 tháng 9 năm 2021 |
| Sự thật ở đâu đó ngoài kia: Maeve nhận tin, Aimee trình làng cupcake âm hộ và tiết lộ vài chuyện, Eric xoay xở với đời sống ở Nigeria. Hope lại làm chuyện thái quá. |       |                   |                                |                     |
| 23 | Tập 7 | Runyararo Mapfumo | Sophie Goodhart                | 17 tháng 9 năm 2021 |
| Nhà là nơi lắm "kịch tính". Bà Jean đương đầu với mớ hỗn độn và sự thờ ơ. Maeve ứng phó với bà mẹ đang chạy trốn cùng đứa em gái út bé bỏng. Cuối cùng "trường tình dục" đã được công khai bởi chính câu chuyện Lily "sáng tác". |       |                   |                                |                     |
| 24 | Tập 8 | Runyararo Mapfumo | Laurie Nunn                    | 17 tháng 9 năm 2021 |
| Một ngày mới lại đến, số phận của Moordale vẫn bấp bênh. Aimee buôn chuyện. Eric thú nhận. Otis ở lì tại bệnh viện. Lúc này, quan trọng nhất là thành thật. |       |                   |                                |                     |